# Lego Star Wars: The Video Game
Lego Star Wars: The Video Game, często skracane do Lego Star Wars – komputerowa przygodowa gra akcji na licencji klocków Lego, oparta na linii zabawek Lego Star Wars, wyprodukowana przez Traveller’s Tales i wydana przez Eidos Interactive na komputery z systemem Microsoft Windows 29 marca 2005. W wersji na PlayStation 2 ukazała się 2 kwietnia tego samego roku, z kolei na Xboksa 5 kwietnia trzy dni później.
Jest to pierwsza gra z serii Lego wyprodukowana przez brytyjskie studio Traveller’s Tales. Lego Star Wars jest humorystyczną adaptacją trylogii prequeli filmowej sagi Gwiezdnych wojen, mianowicie Mrocznego widma (1999), Ataku klonów (2002) i Zemsty Sithów (2005).
Gra została pozytywnie odebrana przez krytyków, którzy w recenzjach chwalili głównie grafikę, udźwiękowienie, humor i pomysł na grę, stwierdzając, że pomimo krótkiego czasu rozgrywki, niskiego poziomu trudności oraz faktu, że gra jest skierowana głównie do dzieci, produkcja ta daje sporo dobrej zabawy, nawet dorosłym graczom.
Lego Star Wars: The Video Game okazała się być sukcesem komercyjnym, a także kamieniem milowym w historii tworzenia komputerowych gier Lego, jako że stała się ona wzorcem dla niemal wszystkich, wyprodukowanych w późniejszym czasie gier Lego, które czerpały w dużej mierze z konwencji oraz głównych cech i najważniejszych elementów rozgrywki Lego Star Wars.
W 2006 wydana została kontynuacja gry – Lego Star Wars II: The Original Trilogy. Poziomy i postacie z gry Lego Star Wars: The Video Game pojawiły się także w kompilacyjnej grze Lego Star Wars: The Complete Saga (2007), łączącej całą zawartość pierwszej i drugiej części cyklu gier Lego Star Wars.
W kolejnych latach ukazywały się następne części serii  – Lego Star Wars III: The Clone Wars (2011), Lego Star Wars: The Force Awakens (2016) i Lego Star Wars: The Skywalker Saga (2022).

## Rozgrywka
Lego Star Wars jest przygodową grą akcji, w którą może jednocześnie grać jeden lub dwóch graczy. Gracz steruje ludzikami z tytułowych klocków Lego, z których częściowo zbudowany jest także świat gry. Do klockowych bohaterów kontrolowanych przez gracza należą znane z filmów postacie takie jak m.in. Qui-Gon Jinn, Obi-Wan Kenobi, Padmé Amidala i Anakin Skywalker. Gra zawiera w sumie 17 podstawowych poziomów wzorowanych na fabule trzech części filmowej serii.
W trakcie rozgrywki gracz zajmuje się głównie pokonywaniem przeszkód, rozwiązywaniem zagadek i walką z wrogimi postaciami, w tym bossami pokroju Dartha Maula, Hrabiego Dooku i Generała Grievousa. Większość kontrolowanych przez gracza postaci (gracz może przełączać pomiędzy nimi w dowolnym momencie) posiada unikalne zdolności takie jak m.in. Moc (bohaterowie Jedi), strzelanie harpunem (postacie posiadające blaster np. Padmé Amidala lub kapitan Panaka) czy otwieranie drzwi za pomocą specjalnych paneli (droidy typu R2-D2 czy C-3PO), które umożliwiają przejście do dalszej części etapu bądź znalezienie ukrytych przedmiotów niezbędnych do pełnego ukończenia gry. W trakcie przechodzenia gry gracz zbiera też monety, które może później wydać w „restauracji Dextera” (ang. Dexter’s Diner) na m.in. wykupienie bohaterów niezależnych pojawiających się w grze (w tym czarne charaktery jak np. Darth Sidious czy Jango Fett), którzy po zakupie mogą stać się postaciami grywalnymi. Ponadto zebranie wystarczająco dużej ilości monet na danym etapie gry sprawia, że gracz uzyskuje tytuł „Prawdziwego Jedi” (ang. True Jedi). Gdy gracz ukończy wszystkie z 17 podstawowych poziomów ze statusem „Prawdziwy Jedi” odblokowany zostaje bonusowy etap gry – inspirowany pierwszą sceną z filmu Nowa nadzieja poziom, na którym gracz wciela się w Dartha Vadera usiłującego odzyskać wykradzione plany Gwiazdy Śmierci w trakcie abordażu na rebeliancki statek Tantive IV.
Po przejściu każdego poziomu w trybie fabularnym gracz może rozegrać dany etap w trybie gry swobodnej (ang. Free Play), co daje mu możliwość zagrania dowolną postacią, którą do tej pory odblokował (bądź zakupił w restauracji Dextera) w ciągu całej gry. Pozwala to graczowi, dzięki unikalnym zdolnościom poszczególnych bohaterów, na zebranie wszystkich znajdujących się na danym poziomie minizestawów (ang. Minikits) – ukrytych na etapach gry przedmiotów, będących częściami statku kosmicznego bądź innego pojazdu. W całej grze jest w sumie po 10 minizestawów na każdy podstawowy poziom. Po zdobyciu wszystkich minizestawów na określonym etapie gracz może obejrzeć poskładany z poszczególnych części model pojazdu odpowiadający danemu poziomowi na zewnątrz restauracji Dextera, a także otrzymuje premię dodatkowych monet.
W trakcie rozgrywania trybu fabularnego w grze występują przerywniki filmowe, które przedstawiają poszczególne sceny z filmów, najczęściej je parodiując. Podczas ich trwania bohaterowie pomrukują, śmieją się, krzyczą itp., jednakże nie odzywają się ani słowem.

## Odbiór i znaczenie
Lego Star Wars: The Video Game została pozytywnie przyjęta przez krytyków. Na agregatorze Metacritic zebrała „ogólnie entuzjastyczne recenzje” na wszystkich platformach.
Dziennik „The Sydney Morning Herald” przyznał grze w wersji na PlayStation 2 4.5/5 gwiazdki, stwierdzając, że „to ponowne opowiedzenie fabuły prequeli, tym razem w wersji Lego, jest zarówno pełnym miłości hołdem, jak i zabawną parodią”. Charles Herold z „The New York Times” w swojej recenzji napisał: „Lego Star Wars choć jest adresowana przede wszystkim do dzieci, jest też łatwo przyswajalną rozrywką dla dorosłych. Oglądanie animowanych figurek Lego w pantomimicznych scenach z filmów daje sporo głupawej przyjemności, a zagadki i walki zawarte w grze są niezbyt wymagające, ale przynoszą dobrą zabawę”. Ryan Huschka z „Detroit Free Press”  przyznał grze 3 na 4 gwiazdki, oświadczając, że „wraz z ponad trzydziestoma grywalnymi postaciami oraz mnóstwem dobrych rzeczy do odblokowania, Lego Star Wars to coś więcej niż twór dla dzieci – to świetna gra z serii Gwiezdne wojny”. Czasopismo „Computer Games Magazine” przyznało grze 4/5 gwiazdek, pisząc, że gra „jest zbyt łatwa i trwa za krótko, ale za 30 dolarów jest niemal jak całe dzieciństwo na płycie CD”.
Portal GamePro w recenzji wersji na PS2 oznajmił, że w Lego Star Wars „rozgrywka nie będzie stanowić wyzwania dla hardkorowych graczy, jako że przeciwnicy po prostu nie są tacy twardzi, ale prezentacja samej gry naprawdę błyszczy”. Andrew Reiner z serwisu Game Informer, dając grze ocenę 7.5/10 przyznał, że: „Od inwazji Federacji Handlowej na Naboo aż po transformację Anakina w Dartha Vadera, wszystkie pamiętne momenty z trylogii prequeli w bryłowatym stylu Lego wyglądają absolutnie oszałamiająco”. Pochwalił także komediowy koncept gry, w tym sposób w jaki twórcy gry zmienili poważne sceny z filmów w nieme, „całkowicie komiczne” przerywniki filmowe, które sprawiają, że „jesteś przyklejony do ekranu i chcesz więcej”. Serwis GameZone, wystawiając wersji na PS2 ocenę 8.5/10 określił sam pomysł na grę „prostym, ale doskonałym”, argumentując, że „wprowadzenie wielu różnych postaci i plenerów z Lego do jednej gry, nie wspominając o odmiennych trybach rozgrywki – wszystko razem pomogło grze wspiąć się na niezwykle wysoki poziom”. Uznał też, że „jest to prawdopodobnie jedyna gra, u której stwierdzenie kanciastej grafiki uchodziłoby za komplement”.
Gra uplasowała się na 13. miejscu najlepiej sprzedających się gier 2005 roku. Do marca 2006 gra sprzedała się na całym świecie w 3.3 miliona egzemplarzy, natomiast w maju 2009 przekroczyła pułap 6.7 miliona sprzedanych kopii.
Lego Star Wars: The Video Game jest uznawana za najważniejszą grę z cyklu Lego, gdyż jej formuła, główne elementy rozgrywki i charakterystyczny humor stworzyły podwaliny pod szereg wielu kolejnych, popularnych gier Lego, noszących niemal identyczne cechy (np. Lego Indiana Jones, Lego Batman, Lego Harry Potter, Lego Piraci z Karaibów czy Lego Władca Pierścieni) lub podobne (np. Lego Marvel Super Heroes czy Lego City: Tajny Agent).

## Kontynuacje
W 2006 ukazała się kontynuacja gry pt. Lego Star Wars II: The Original Trilogy, w pełni adaptująca starą trylogię Gwiezdnych wojen, czyli Nową nadzieję (1977), Imperium kontratakuje (1980) i Powrót Jedi (1983). W drugiej części Lego Star Wars twórcy usprawnili mechanikę gry, dodając nowe elementy takie jak m.in. walka wręcz, a także umożliwili graczowi stworzenie własnego bohatera przy pomocy kreatora postaci. W 2007 wydana została gra Lego Star Wars: The Complete Saga będąca połączeniem poziomów, bohaterów i całej zawartości pierwszych dwóch gier Lego Star Wars, a także posiadająca dodatkowe etapy, które zostały wycięte z finalnej wersji pierwszej części gry, takie jak lot myśliwcem Anakina w przestrzeni kosmicznej nad Naboo z Mrocznego widma czy pościg za Zam Wesell na Coruscant z Ataku klonów.
W 2011 ukazała się gra Lego Star Wars III: The Clone Wars stworzona na podstawie serialu animowanego Wojny klonów, z kolei w 2016 Lego Gwiezdne wojny: Przebudzenie Mocy, opierająca się o siódmą część Gwiezdnych wojen. W 2022 roku natomiast opublikowana została gra Lego Gwiezdne wojny: Saga Skywalkerów adaptująca wszystkie dziewięć filmów głównego cyklu filmowego, w tym trylogię sequeli Disneya, czyli Przebudzenie Mocy (2015), Ostatni Jedi (2017) i Skywalker. Odrodzenie (2019). Dwa ostatnie z wymienionych filmów zostały zaadaptowane w formie gry Lego po raz pierwszy, z kolei poziomy przedstawiające poprzednie siedem filmów (w tym I–III ukazane w pierwszej grze Lego Star Wars) zostały opracowane na nowo.